# Rougemont (Côte-d'Or)
 Rougemont  es una población y comuna francesa, en la región de Borgoña, departamento de Côte-d'Or, en el distrito y cantón de Montbard.

## Demografía
| 244 | 223 | 192 | 167 | 158 | 170 |
| Para los censos de 1962 a 1999 la población legal corresponde a la población sin duplicidades (Fuente: INSEE [Consultar]) |     |     |     |     |     |